# Dziedzickia longicornis
Dziedzickia longicornis är en tvåvingeart som först beskrevs av Daniel William Coquillett 1901.  Dziedzickia longicornis ingår i släktet Dziedzickia och familjen svampmyggor. Inga underarter finns listade i Catalogue of Life.